# Xian de Tiandeng
Le xian de Tiandeng (chinois simplifié : 天等县 ; chinois traditionnel : 天等縣 ; pinyin : Tiānděng Xiàn ; Zhuang : Dindaengh Yen) est un district administratif de la région autonome Zhuang du Guangxi en Chine. Il est placé sous la juridiction de la ville-préfecture de Chongzuo.

## Démographie
La population du district était de 429 200 habitants en 2010, dont 98.83 % de Zhuang, groupe ethnique principalement concentré dans cette région.

## Économie
En 2010, le PIB total a été de 3,5 milliards de yuans, et le PIB par habitant de 8 027 yuans.

### Liens externes

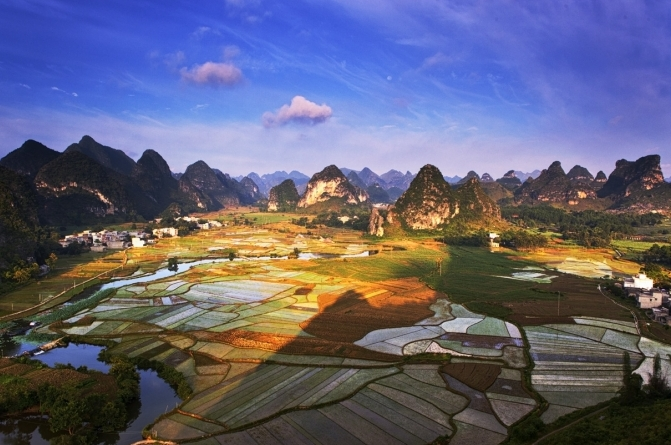
Les paysages ruraux des régions Zhuang, Du Kang,Tiandeng